# Берем'янська наскельно-степова ділянка
Берем'я́нська наске́льно-степова́ діля́нка — ботанічна пам'ятка природи місцевого значення, частина Національного природного парку «Дністровський каньйон». 

## Розташування

Карта-схема розташування

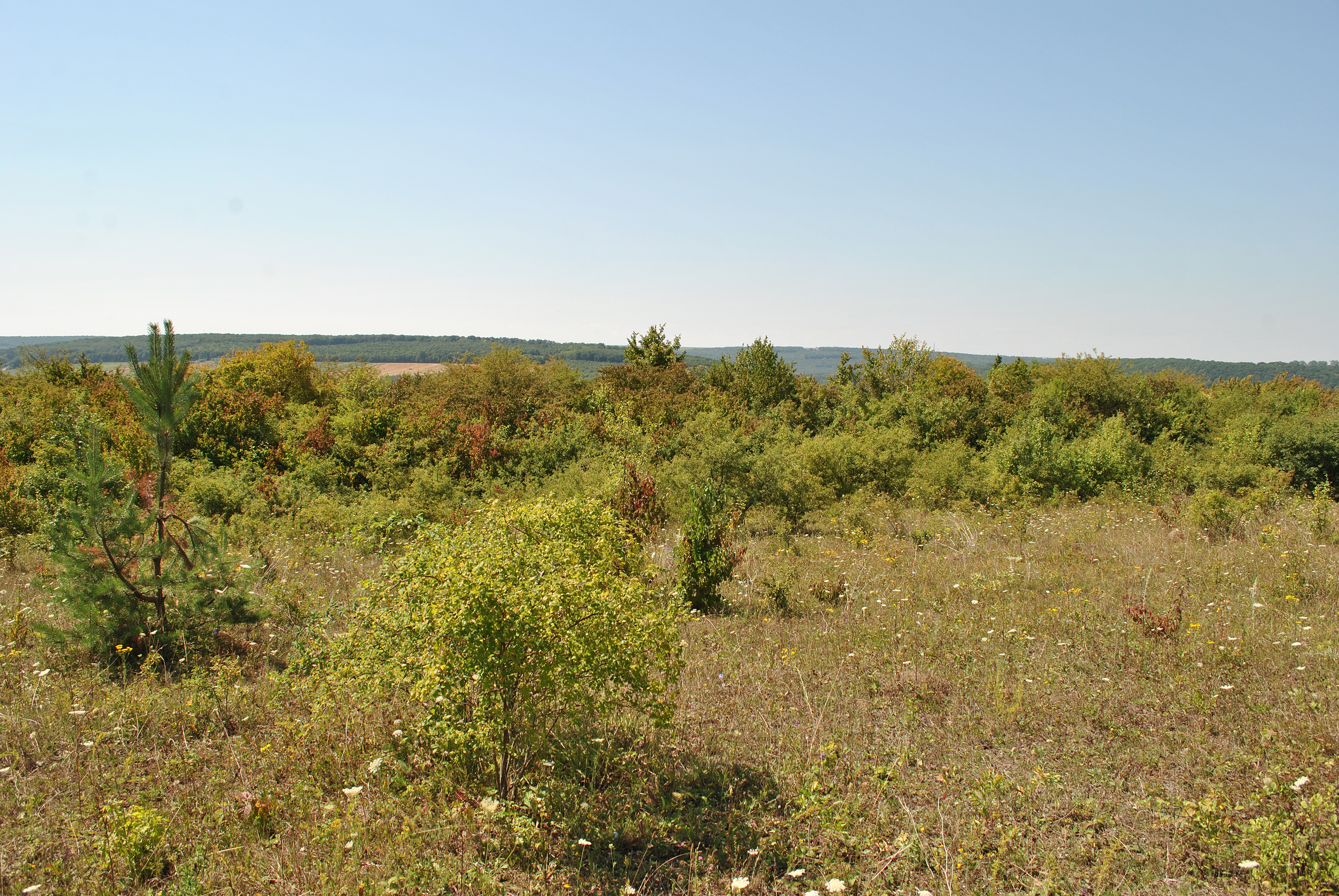
Вигляд з луки на північний край ділянки над урвищем Червоної гори

Розташована біля південно-східної околиці села Берем'яни Чортківського району Тернопільської області, на лівому схилі долини річки Дністер, нижче за течією від гирла річки Стрипа. 
Площа природоохоронної території — 18 га. Перебуває у віданні селянської спілки «Берем'яни». Оголошена об'єктом природно-заповідного фонду рішенням виконкому Тернопільської обласної ради від 23 грудня 1976 № 736 зі змінами, затвердженими рішенням Тернопільської обласної ради від 27 квітня 2001 № 238. 
На лівому скелястому березі піднімається Червона гора заввишки 360 м над р. м. Червоні девонські пісковики, що утворили тут стрімкі скелі, розміщені в 3-4 тераси вздовж гори. Строкатий рельєф, ґрунтово-гідрологічні, морфологічні і мікрокліматичні умови сприяли формуванню багатої наскельно-степової та лісової флори і фауни. 
Під охороною — ділянка аборигенної скельної та степової флори в межах урочища «Червона гора». Місце оселення корисної зоо- та ентомофауни.

## Флора
Високі ліві береги річки вкриті рідкісною рослинністю, що за своєю різноманітністю перевершує Кременецькі гори і Подільські Товтри. 
Особливо цінні: ясенець білий, зіновать подільська — види, занесені до Червоної книги України; а також сон великий, ковила, первоцвіт, мигдаль степовий, Ромашка лікарська, молодило руське, півники угорські, герань криваво-червона та інші — рідкісні й такі, що перебувають на межі зникнення на території області.

## Фауна
Різноманітним тут є тваринний світ. У лісах водяться козулі, зайці, борсуки, лисиці, вепри, білки та інші тварини. На кам'яних схилах і в чагарниках живуть ящірки, мідянки, гадюки, вужі. 
Десятки видів птахів освоїлись у лісі, луках, річкових заплавах і на схилах стрімких пагорбів (зозулі, соловейки, дятли, ластівки, круки, яструби, шуліки тощо). 
У річці Дністер є 40 видів риб: короп, підуст, окунь, сом, марена, лящ, судак, щука, верховодка та багато інших.

## Галерея

Ящірка.
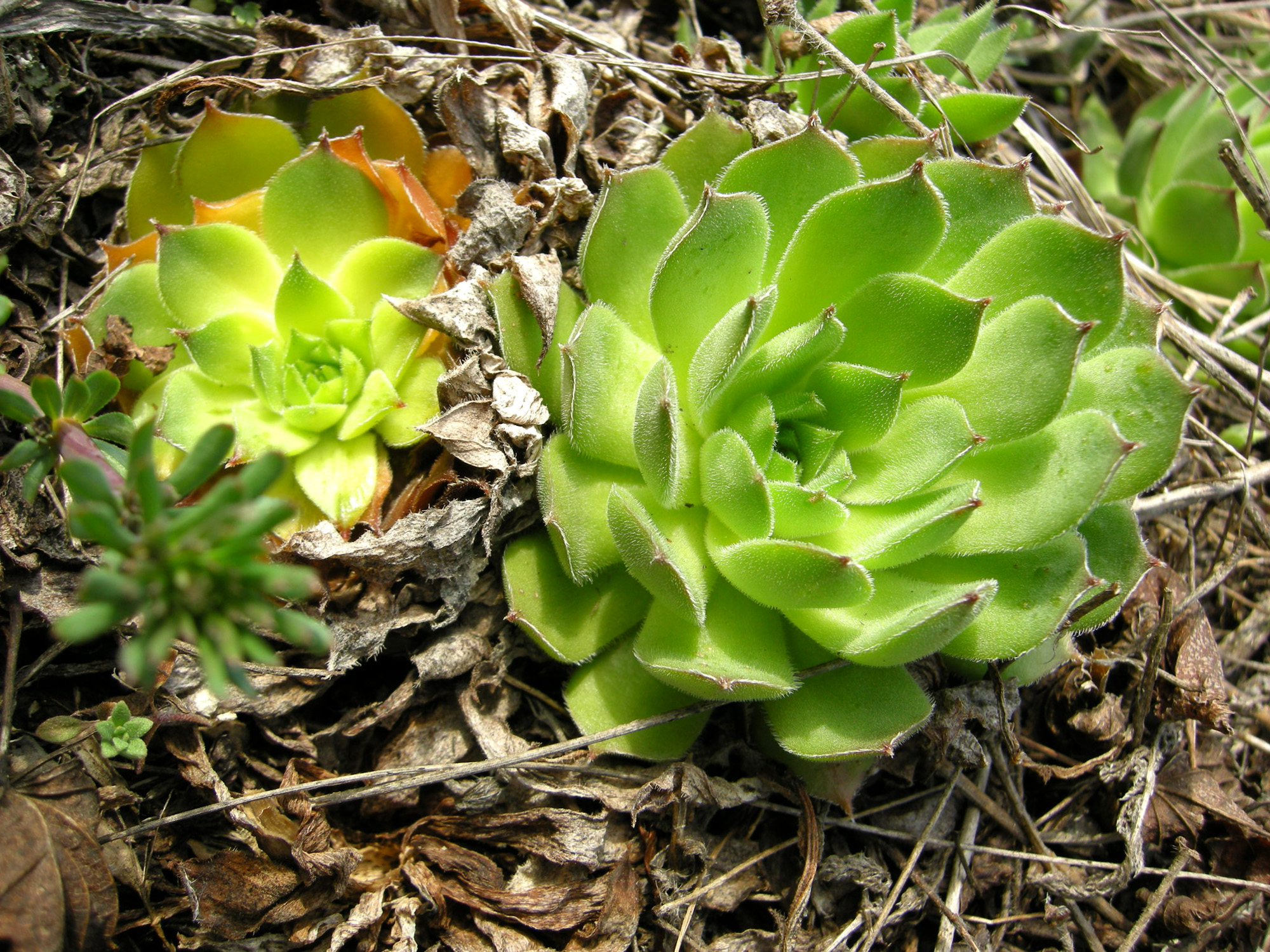
Молодило руське.
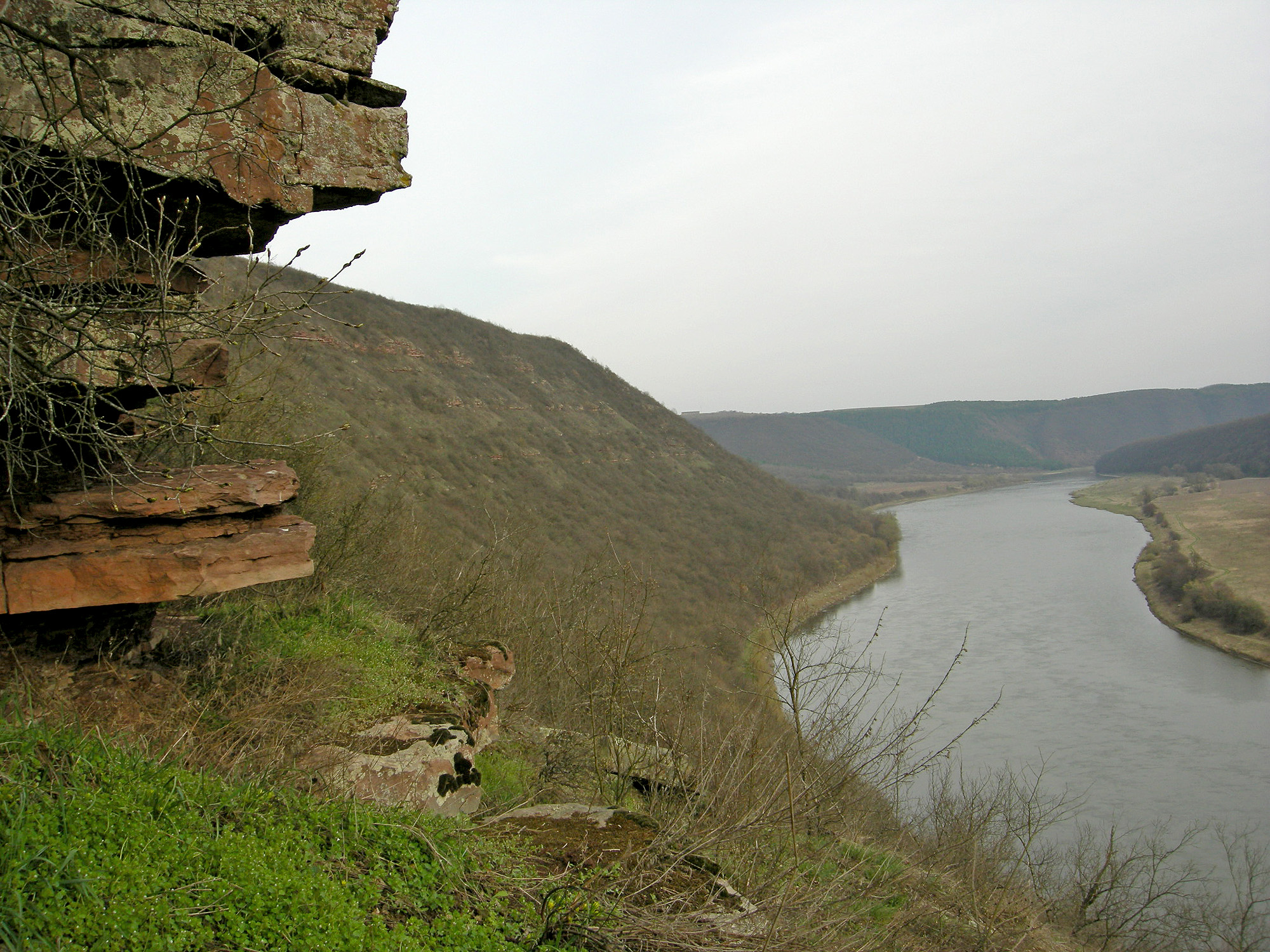
Червона гора і Дністер.
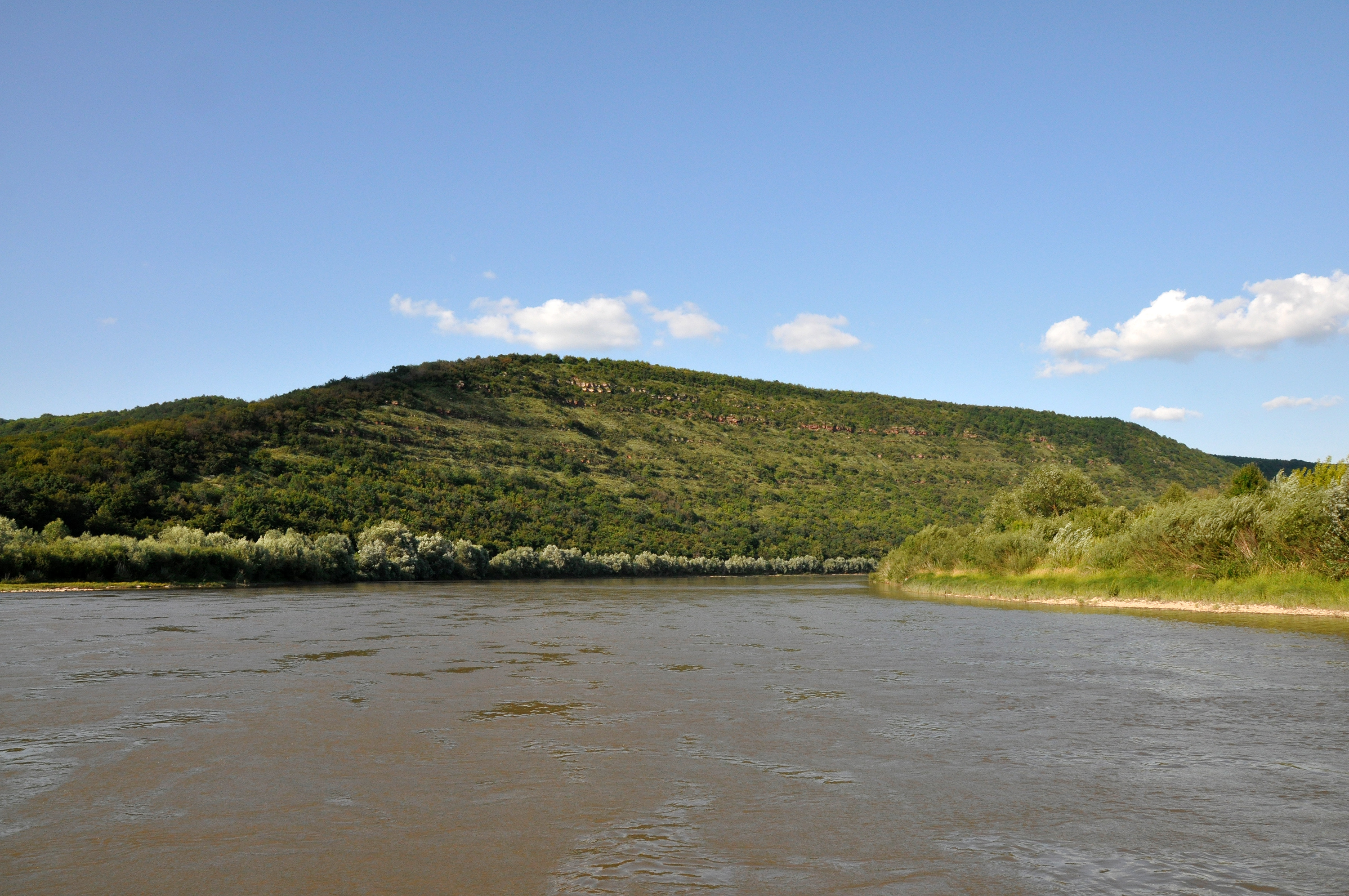
Червона гора з Дністра.
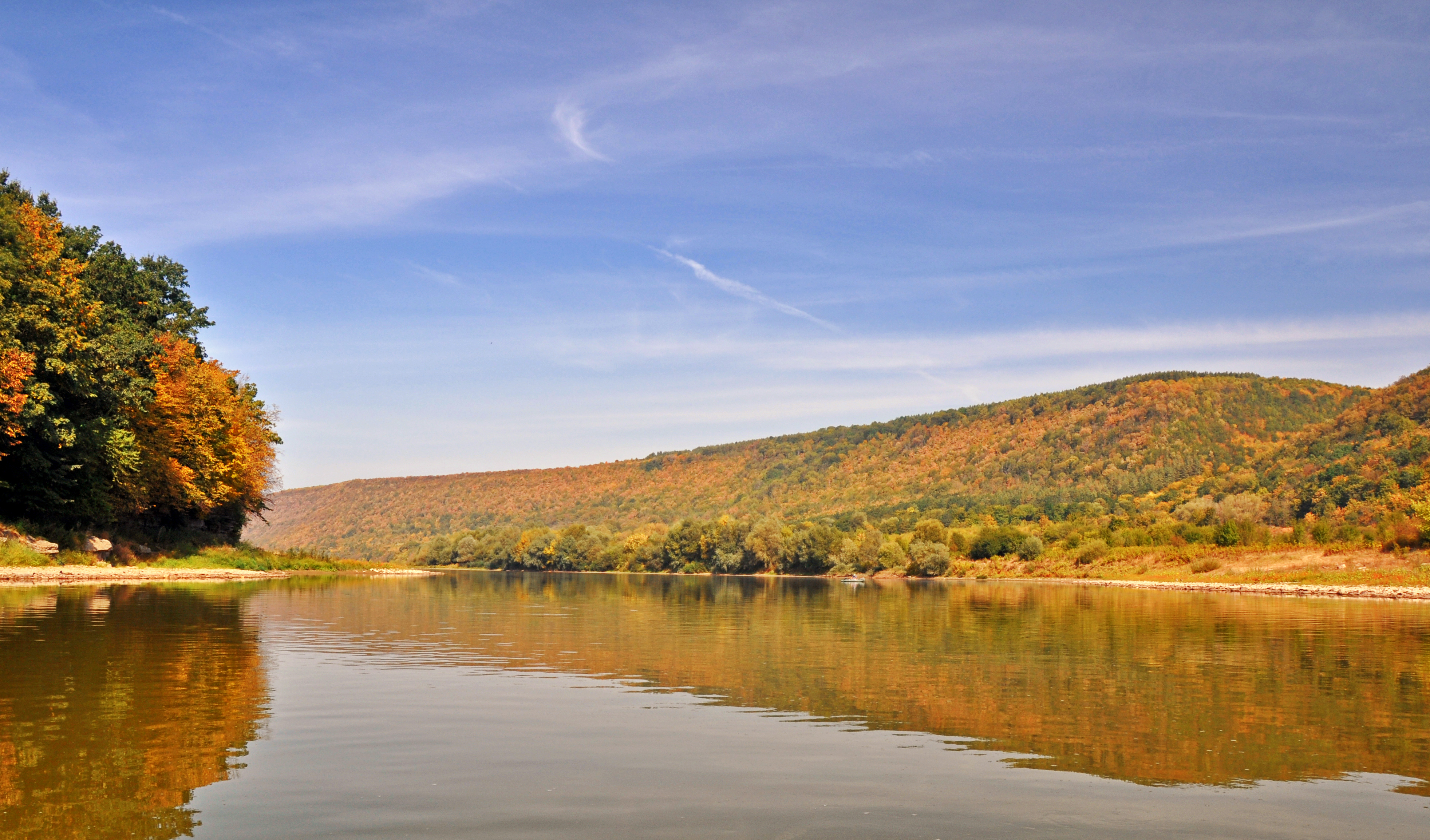
Вид на Червону гору з Дністра.